# Кукуян
Кукуян — озеро в городском округе Богданович Свердловской области, Россия. Площадь озера 1,8 км², высота уреза воды над уровнем моря 206,5 м. 

## География
На восточном берегу озера расположено село Бараба, на северо-западном — деревня Орлова. Берега по большей части заболочены. Болото у озера Кукуян является памятником природы. Это низинное осоковое болото, регулятор водного режима озера, площадь памятника 25 га.

## Фауна
В озере водятся карась, щука, линь, гольян, гнездится водоплавающая птица.

## Данные Государственного водного реестра
По данным Государственного водного реестра России, озеро относится к Иртышскому бассейновому округу, речной бассейн — Иртыш, речной подбассейн — Тобол (российская часть бассейна), Водохозяйственный участок — Пышма от Белоярского гидроузла до устья без реки Рефт. Код водного объекта: для части болота в Свердловской области — 14010502211111200011394